# 山海灣假日酒店

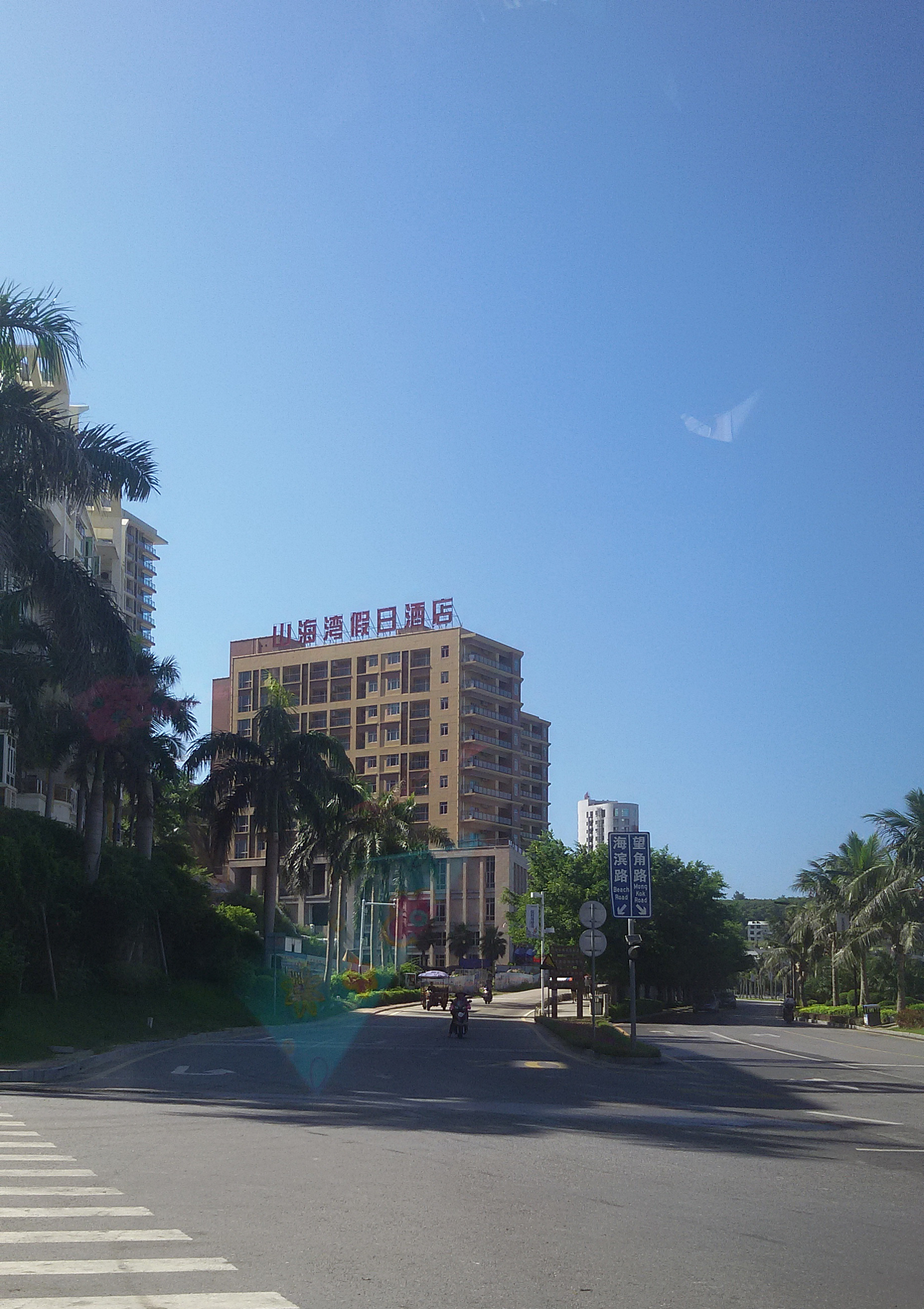
山海灣假日酒店

山海灣假日酒店是中國廣東陽江的一間四星級酒店，2014年8月開業，位于江城區海陵島西南邊的海濱路，碧濤園東邊的大角頂上。
酒店有3个建筑，每个有8層，共有333間房，其中314間位置向海。

## 外部链结
1. ^阳江闸坡山海湾假日酒店 （页面存档备份，存于） 度假酒店網